# Universidad Nacional Dong Hwa

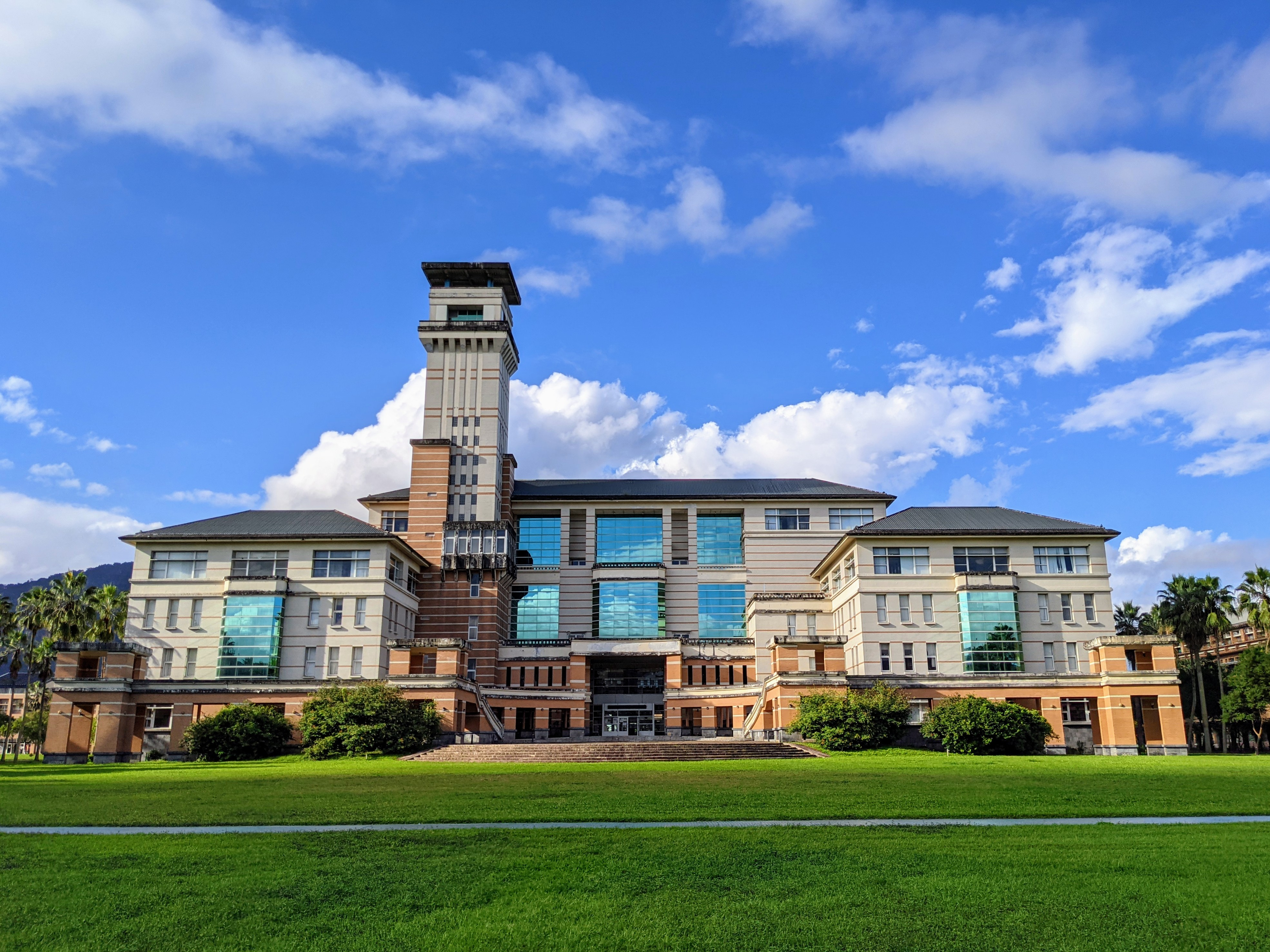
Biblioteca de la Universidad Nacional Dong Hwa

La Universidad Nacional Dong Hwa (NDHU) es una universidad nacional de investigación situada en Hualien, Taiwán. Fundada en 1994, NDHU es ampliamente clasificada como una de las mejores universidades en el 10% de Taiwán por THE, QS, U.S. News, y ofrece la sexta gama más amplia de disciplinas en Taiwán, incluyendo ciencias, ingeniería, informática, estudios ambientales, oceanografía, derecho, artes, diseño, humanidades, antropología, ciencias sociales, ciencias de la educación, música y negocios.
NDHU es conocida por su atmósfera liberal, y está organizada en ocho facultades, 44 departamentos académicos y 56 institutos de posgrado, con alrededor de 10,000 estudiantes de pregrado y posgrado, y más de 1,000 estudiantes internacionales que persiguen títulos y participan en programas de intercambio.
NDHU es miembro de seis Centros de la Unión Europea en Taiwán, un Think Tank para Estudios Europeos. Con la escuela más antigua de Taiwán para Estudios Indígenas, la Facultad de Estudios Indígenas de NDHU es una de las instituciones líderes en su tipo en Asia.
La Biblioteca NDHU tiene más de dos millones de volúmenes y es la octava biblioteca académica más grande de Taiwán. El campus principal de la universidad se encuentra en Shoufeng, en la mitad norte del condado de Hualien. Abarcando un área de 251 hectáreas (620 acres), el campus principal alberga casi todas las facultades e institutos de investigación, excepto el Instituto de Posgrado de Biología Marina, fundado conjuntamente en el Museo Nacional de Biología Marina y Acuario.

## Historia

### Fundación

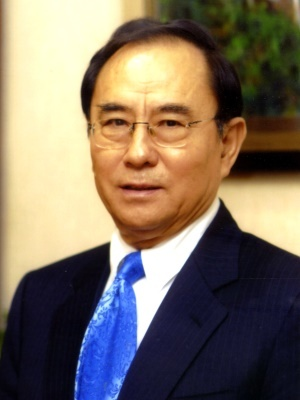
El Presidente Fundador Mu Tzung-Tsann de la Universidad Nacional Dong Hwa

La Universidad Nacional Dong Hwa se estableció en 1994 en Shoufeng. Siendo la primera universidad de Taiwán fundada bajo la completa democratización después de que se levantaran la Ley Marcial y las Disposiciones Temporales Vigentes Durante el Período de Rebelión Comunista, la NDHU estableció "Libertad, Democracia, Creatividad, Excelencia" como su espíritu fundacional para reflejar el momento notable de su establecimiento.

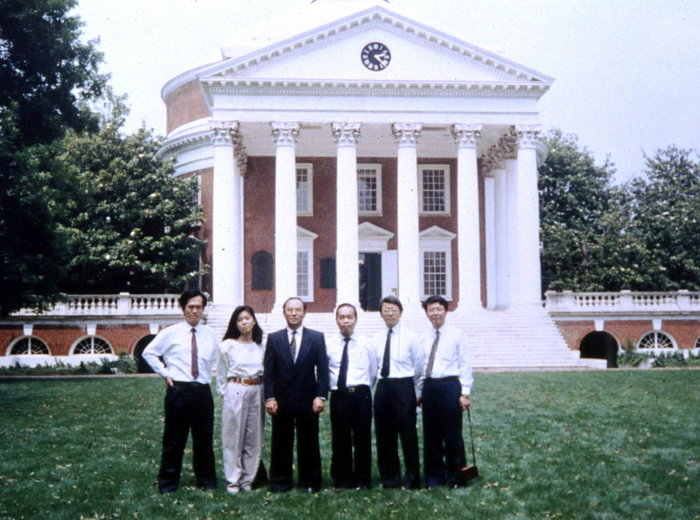
Intercambio de planificación universitaria con el presidente de la Universidad de Virginia en 1992 por el presidente Fundador Mu Tzung-Tsann.

Con Mu Tzung-Tsann, el vicecanciller de la Universidad Estatal de California en Los Ángeles, como presidente fundador, el Dr. Mu renunció inmediatamente a su posición permanente en la Universidad Estatal de California, Los Ángeles y renunció a su tarjeta verde de EE. UU. para establecer la Universidad Nacional Dong Hwa. El Dr. Mu visitó muchas universidades prestigiosas en Estados Unidos para realizar la planificación de la NDHU, incluyendo el MIT, la Universidad de Stanford, la Universidad de Princeton, la UC Berkeley, la Universidad de Virginia. Muchos altos ejecutivos de estas universidades se unieron a la planificación de la NDHU, incluyendo a Alan Kreditor, Vicepresidente de la Universidad del Sur de California. NDHU atrajo a muchos académicos taiwaneses notables de universidades en América del Norte para cofundar esta universidad, como Yang Mu, Profesor Distinguido de Literatura Comparada en la Universidad de Washington, Cheng Chih-Ming, Profesor de Economía en el Instituto de Tecnología de Georgia, Zheng Qing Mao, Profesor de Estudios de Asia Oriental en la Universidad de California, Berkeley, Kuo Syh-yen, Profesor de Ingeniería Eléctrica y de Computadoras en la Universidad de Arizona, Chiao Chien, Profesor de Antropología en la Universidad de Indiana Bloomington, Wang Philip, Profesor de Gestión de Recreación y Turismo en la Universidad Estatal de Kent, Wu Tiee-Jian, Profesor de Matemáticas en la Universidad de Houston, y Fu James, Profesor de Estadísticas en la Universidad de Manitoba.

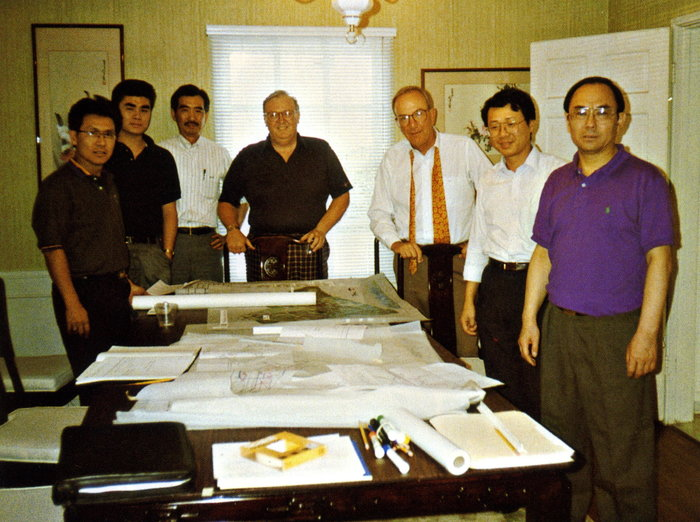
Los comités de planificación universitaria incluyeron a Mu Tzung-Tsann, Presidente Fundador, y a Alan Kreditor, vicepresidente de la Universidad del Sur de California.

En 2000, la NDHU estableció el primer Colegio de Estudios Indígenas en Taiwán, comúnmente considerado como la institución líder en Estudios Indígenas en Asia. En 2005, la NDHU estableció una asociación académica con el Museo Nacional de Biología Marina y Acuario (NMMBA), la institución más notable dedicada a la educación pública e investigación de biología marina en Taiwán, para establecer conjuntamente el Colegio de Ciencias Marinas y el Instituto de Posgrado de Biología Marina en el Parque Nacional de Kenting, Checheng, Pingtung.

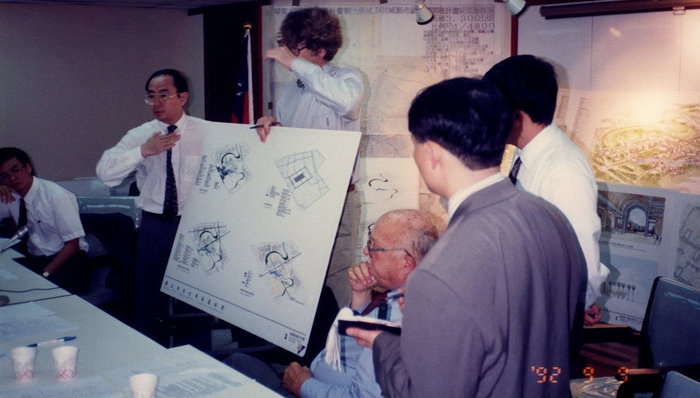
Charles Willard Moore, Decano de la Escuela de Arquitectura de Universidad de Yale, presentó su idea de diseño en la ronda final del Concurso Internacional de Diseño de Campus de la NDHU.

Antes de la fusión con Hua-Shih, la NDHU fue la primera universidad en Taiwán en ofrecer títulos en Política Ambiental, Gestión de Recreación y Turismo, Estudios de Deporte y Ocio, Gestión de Recursos Naturales, Relaciones Étnicas y Culturas, Artes Indígenas, Desarrollo Indígena, Escritura Creativa, Gestión de Logística Global.

### Universidad Nacional de Educación de Hualien (1947-2008)
La Universidad Nacional de Educación de Hualien (comúnmente conocida como Hua-Shih; 花師) fue una de las escuelas normales más antiguas de Taiwán, establecida en 1947 bajo el Gobierno Nacional de la República de China en la ciudad de Hualien como la Escuela Normal Provincial de Hualien de Taiwán (TPHNS) en respuesta a la reconstrucción y desarrollo de la nación después de la Segunda Guerra Mundial. En 1949, Hua-Shih estableció la Escuela Primaria Afiliada de la Escuela Normal Provincial de Hualien de Taiwán para proporcionar un campo de entrenamiento para los estudiantes de la Escuela, que cultivó al ganador del Oscar al Mejor Director, Ang Lee.
Seguido por la creciente demanda de maestros para la educación obligatoria, la escuela fue renombrada como Colegio de Maestros Junior de Hualien de Taiwán Provincial en 1964, Colegio de Maestros de Hualien Nacional en 1987, y otorgó el estatus universitario en 2005.
Hua-Shih fue la primera institución en Taiwán en ofrecer MEd y PhD en Educación Multicultural, MA y PhD en Literatura Popular, así como una de las cuatro instituciones en Taiwán en ofrecer MS y PhD en Educación en Ciencias.
Antes de la fusión con la NDHU, Hua-Shih cultivó muchos exalumnos notables, incluyendo a Tsai Ping-kun, Principal de la Escuela Secundaria Jianguo y la Primera Escuela Secundaria Superior de Taichung, Tang Chih-Min, Director Fundador de la Escuela Secundaria Superior Afiliada de la Universidad Nacional Chengchi y Director del Departamento de Educación del Gobierno de la Ciudad de Taipei, y Chang Ming-Wen, Director del Departamento de Educación del Gobierno de la Ciudad de Nuevo Taipei.

### Universidad Nacional Dong Hwa

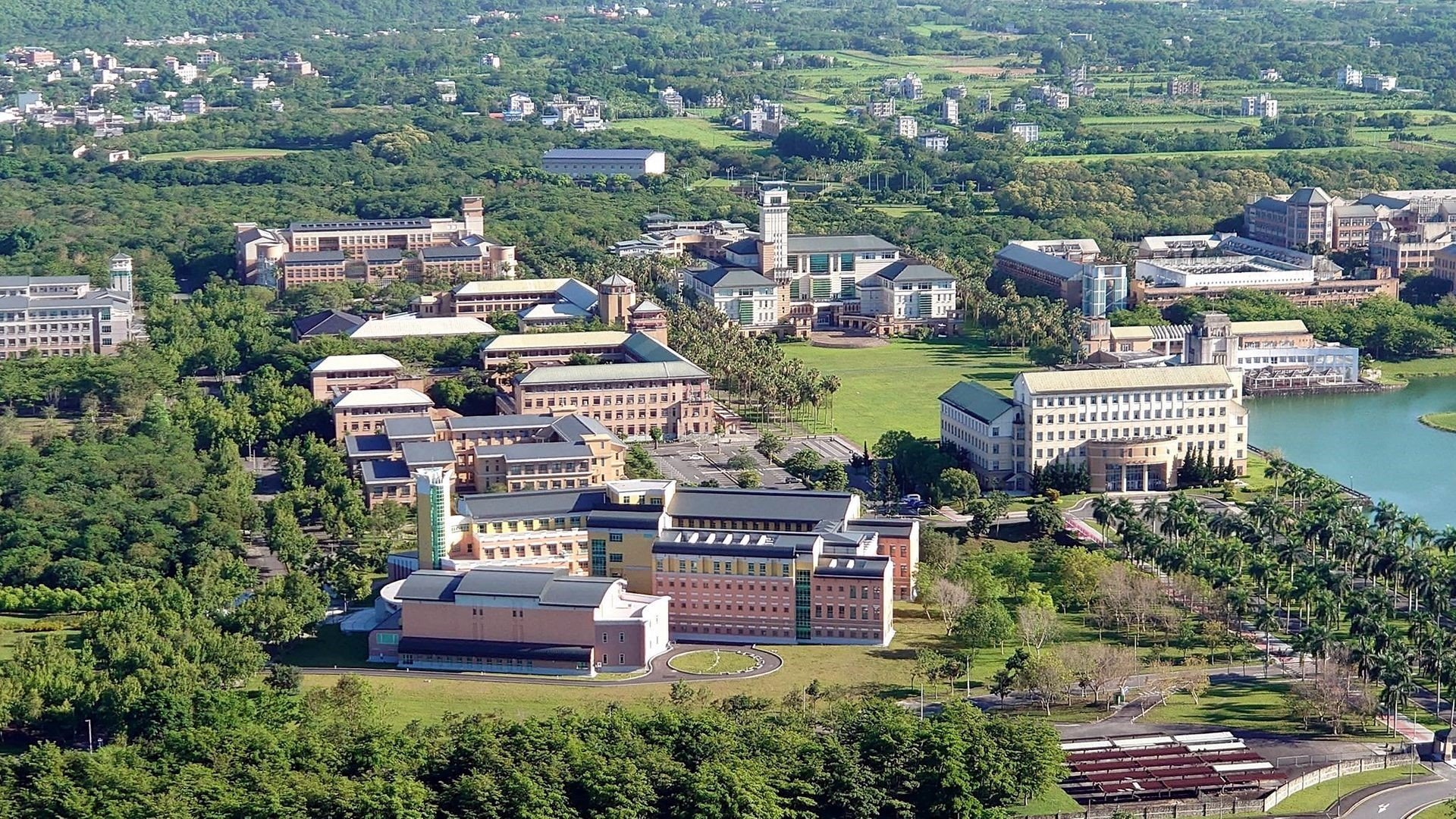
Vista del campus de la Universidad Nacional Dong Hwa

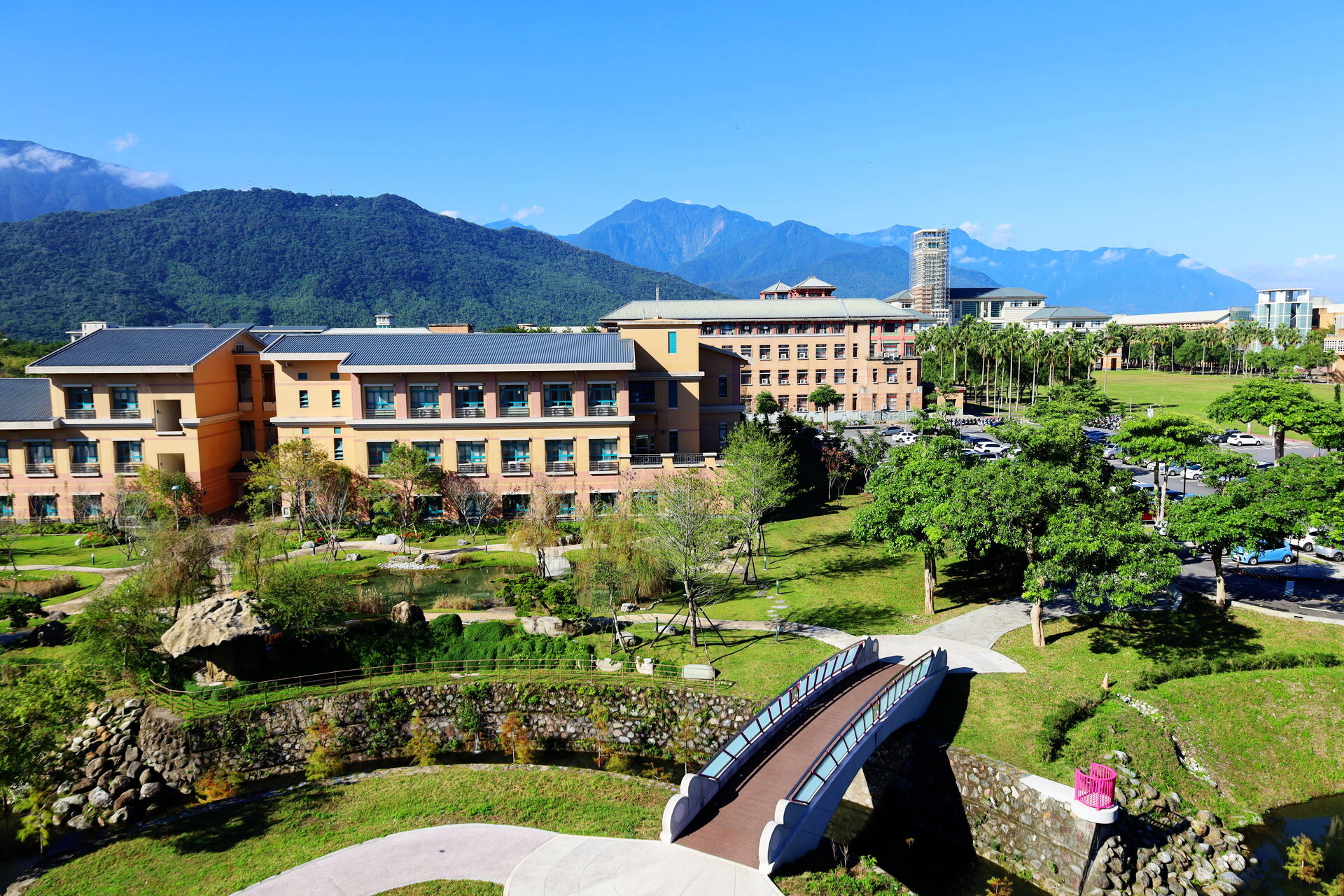
Una vista del Lago Dong y la Facultad de Humanidades y Ciencias Sociales de NDHU

En 2008, con un apoyo de 2.5 mil millones del Ministerio de Educación, la Universidad Nacional Dong Hwa se fusionó con la Universidad Nacional de Educación de Hualien y se convirtió en la universidad con el quinto rango más amplio de disciplinas en Taiwán, y renombró el recién integrado Colegio de Educación como Colegio de Educación Hua-Shih en memoria de sesenta años de dedicación a la educación por parte de la Universidad Nacional de Educación de Hualien.
Mientras tanto, la NDHU estableció el Colegio de las Artes como la primera escuela de arte en el este de Taiwán y el Colegio de Estudios Ambientales como el primer colegio en Taiwán dedicado a la sostenibilidad y la gestión ambiental con un enfoque interdisciplinario. En 2014, Maw-Kuen Wu asumió como presidente de la NDHU, quien es Miembro Internacional de la Academia Nacional de Ciencias y Profesor Distinguido de Física Aplicada en la Universidad de Columbia.
Durante su presidencia, ocurrió el Movimiento Estudiantil Girasol, y Wu fue el primer presidente entre las universidades taiwanesas en apoyar públicamente a los activistas al anunciar que:
"Como presidente de la NDHU, admiro mucho a los estudiantes que no solo se enfocan en sus estudios, sino que también se preocupan por los asuntos actuales y tienen el coraje de expresar sus propias posiciones. Esto es la implementación concreta de una educación democrática y libre, así como una fuerza positiva para promover el avance del país. Por lo tanto, respeto mucho las acciones de protesta de los estudiantes, pero también espero que los estudiantes puedan mantener una actitud racional hacia la comunicación y prestar atención a su propia seguridad."
En 2018, Chao Han-Chieh asumió como el cuarto presidente de la NDHU, quien es Miembro del Instituto de Ingeniería y Tecnología (IET) y Miembro de la Sociedad Británica de Computación (BCS).
En el día del aniversario de 2020, la NDHU firma el primer "Compromiso con los Objetivos de Desarrollo Sostenible" entre las universidades en Taiwán para anunciar su determinación hacia un mundo sostenible, y publica el primer informe de sostenibilidad GRI. En 2022, la NDHU estableció el Colegio Huilan (洄瀾學院) y el Programa Interdisciplinario de Pregrado del Valle del Rift Shuyuen (縱谷跨域書院), el primer colegio y programa de pregrado en el este de Taiwán.
La NDHU completamente integrada consolidó su reputación en muchas disciplinas y prestigio en el este de Taiwán, reflejado en sus clasificaciones y otros reconocimientos.

## Campus
Los tres campus de la Universidad Nacional Dong Hwa son conocidos por sus entornos naturales.

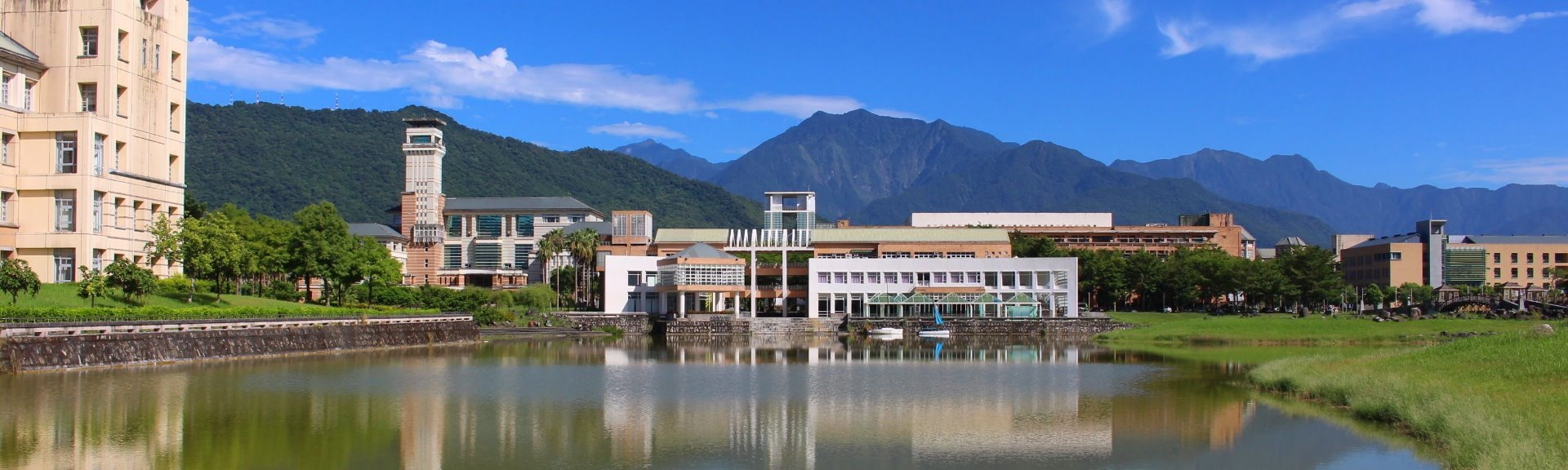
Vista del Campus de la Universidad Nacional Dong Hwa

### Shoufeng

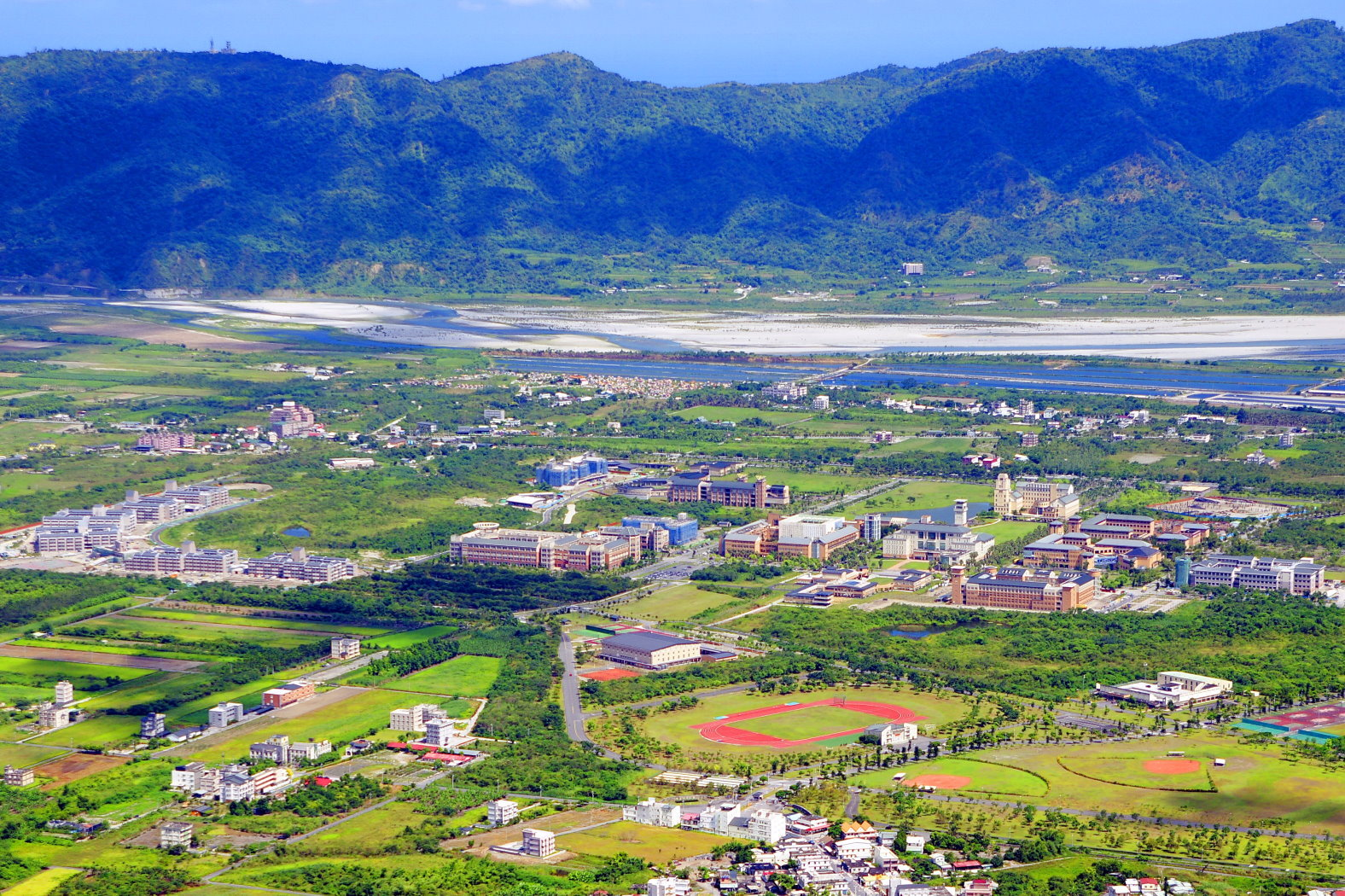
Vista general del Campus Principal de NDHU

El campus principal de NDHU, el Campus Shoufeng, está situado en el pueblo rural de Shoufeng, Hualien. Se encuentra en la llanura aluvial del Arroyo Papaya del Valle del Rift Oriental, rodeado por la Cordillera Central y la Cordillera Costera, aproximadamente a 35 kilómetros (21,7 mi) al sur del Parque Nacional Taroko, 15 kilómetros (9,3 mi) al sur de Ciudad de Hualien, y al norte del Trópico de Cáncer.
El campus de 251 hectáreas (620,2 acre) de NDHU es el campus universitario de tierras planas más grande de Taiwán, que fue diseñado en estilo postmoderno por Charles Willard Moore, el decano de la Escuela de Arquitectura de Universidad de Yale.

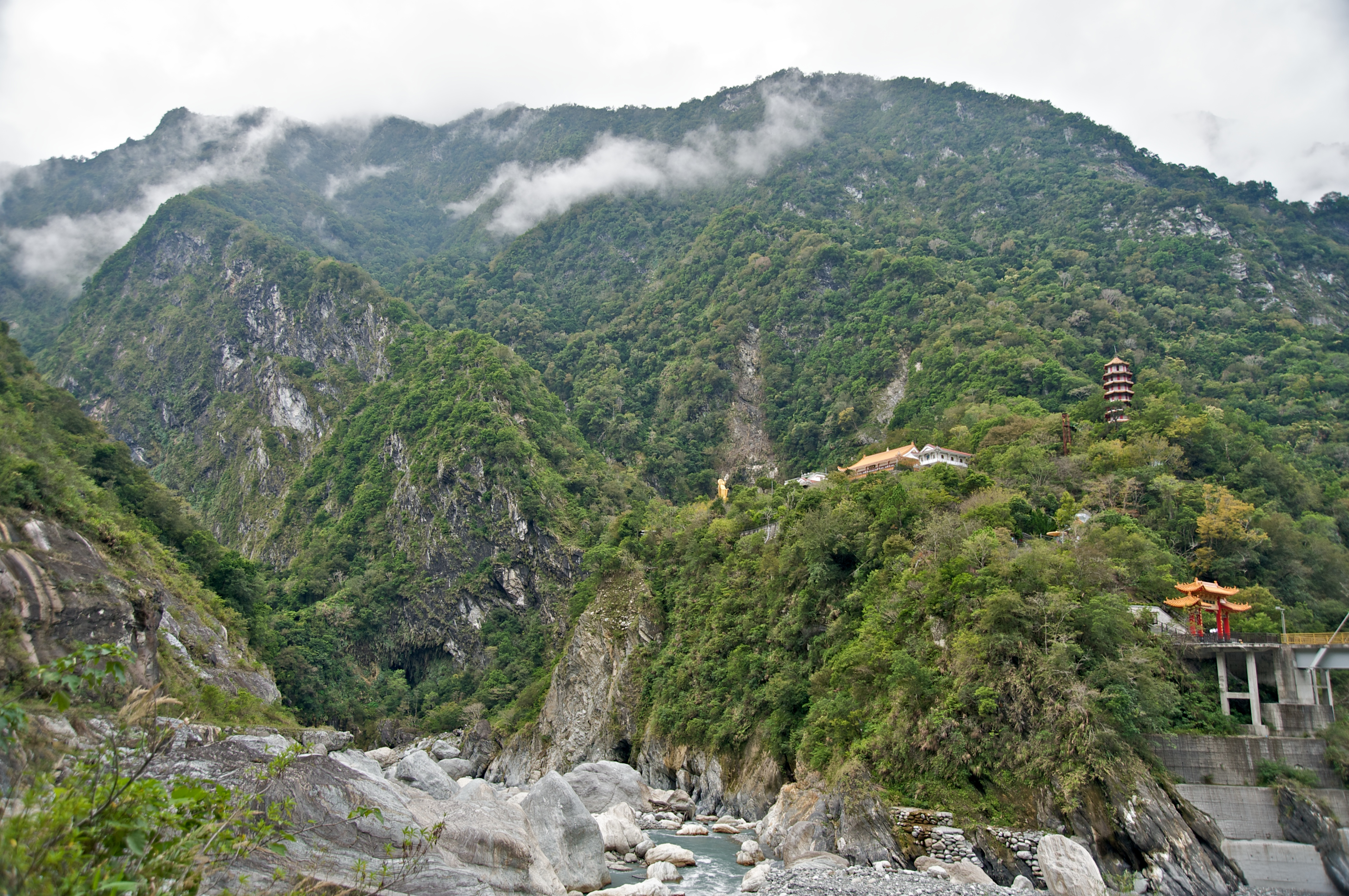
Una vista del Parque Nacional Taroko

El campus Shoufeng es renombrado por su arquitectura distintiva y entorno natural. La zona académica está en el centro del campus, conteniendo la biblioteca, museo de arte, sala de conciertos, taller de artes y edificios académicos e investigativos. La Sala de Conciertos de NDHU dentro de la Facultad de las Artes es la sala de artes escénicas más grande en el este de Taiwán.
Las dos comunidades de dormitorios están adyacentes a la zona académica, una está al este, la otra al oeste. Las instalaciones deportivas rodean la zona académica, incluyendo estadio, piscinas, campo de atletismo, campo de béisbol, cancha de baloncesto, cancha de tenis, cancha de voleibol, kayak y facilidades para Proyecto Aventura.
En 2016, NDHU puso en marcha el proyecto de universidad solar, construyendo el primer lote de paneles solares fotovoltaicos en techos. A partir de 2021, la energía solar cubre el 40% del uso eléctrico anual de NDHU, lo que representa el mejor desempeño logrado por cualquier universidad en Taiwán.

### Meilun

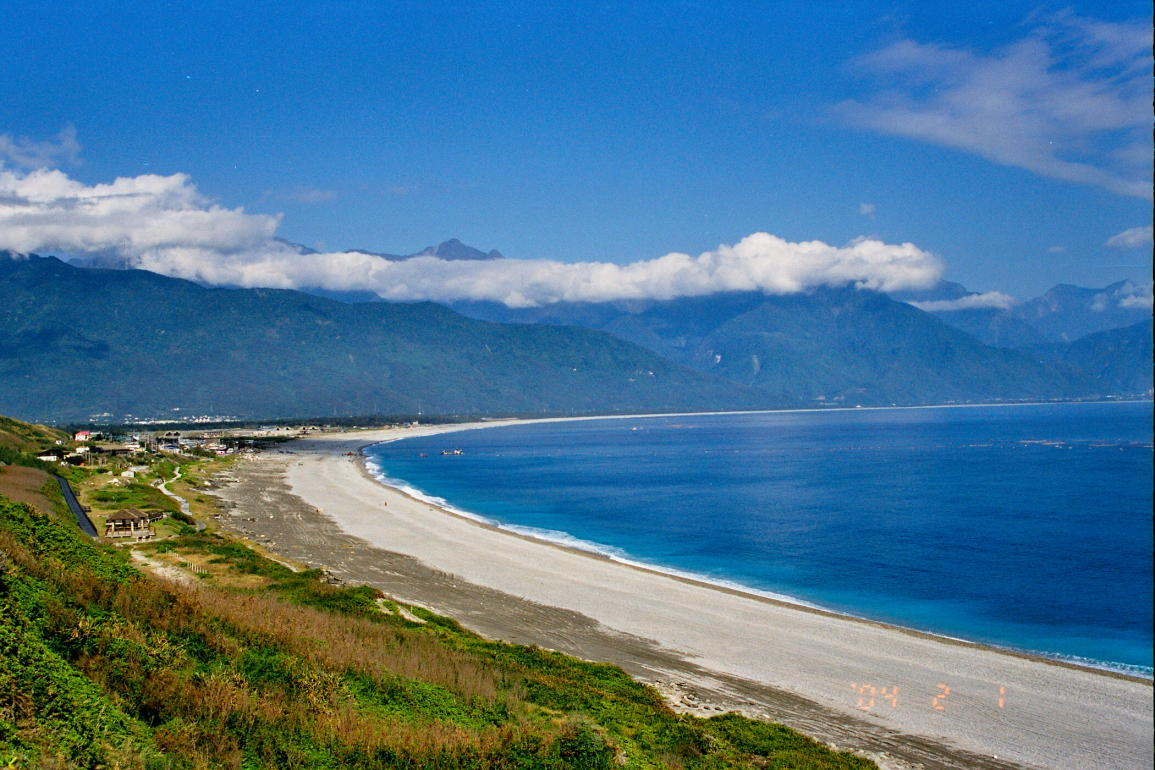
La vista de la Playa Qixingtan

El campus de Meilun era el campus principal de la Universidad Nacional de Educación de Hualien antes de fusionarse con NDHU. El campus de 12,26 hectáreas (30,3 acre) se encuentra en el distrito Meilun de Ciudad de Hualien, cerca de la Playa Qixingtan en el Océano Pacífico. En 2020, NDHU colaboró con Lee Yuen-Cheng, fundador de la Institución Educativa Experimental Internacional de Boston y exalumno de NDHU, para establecer la primera escuela internacional dentro del campus, a saber, la Escuela Internacional de Hualien.

### Pingtung

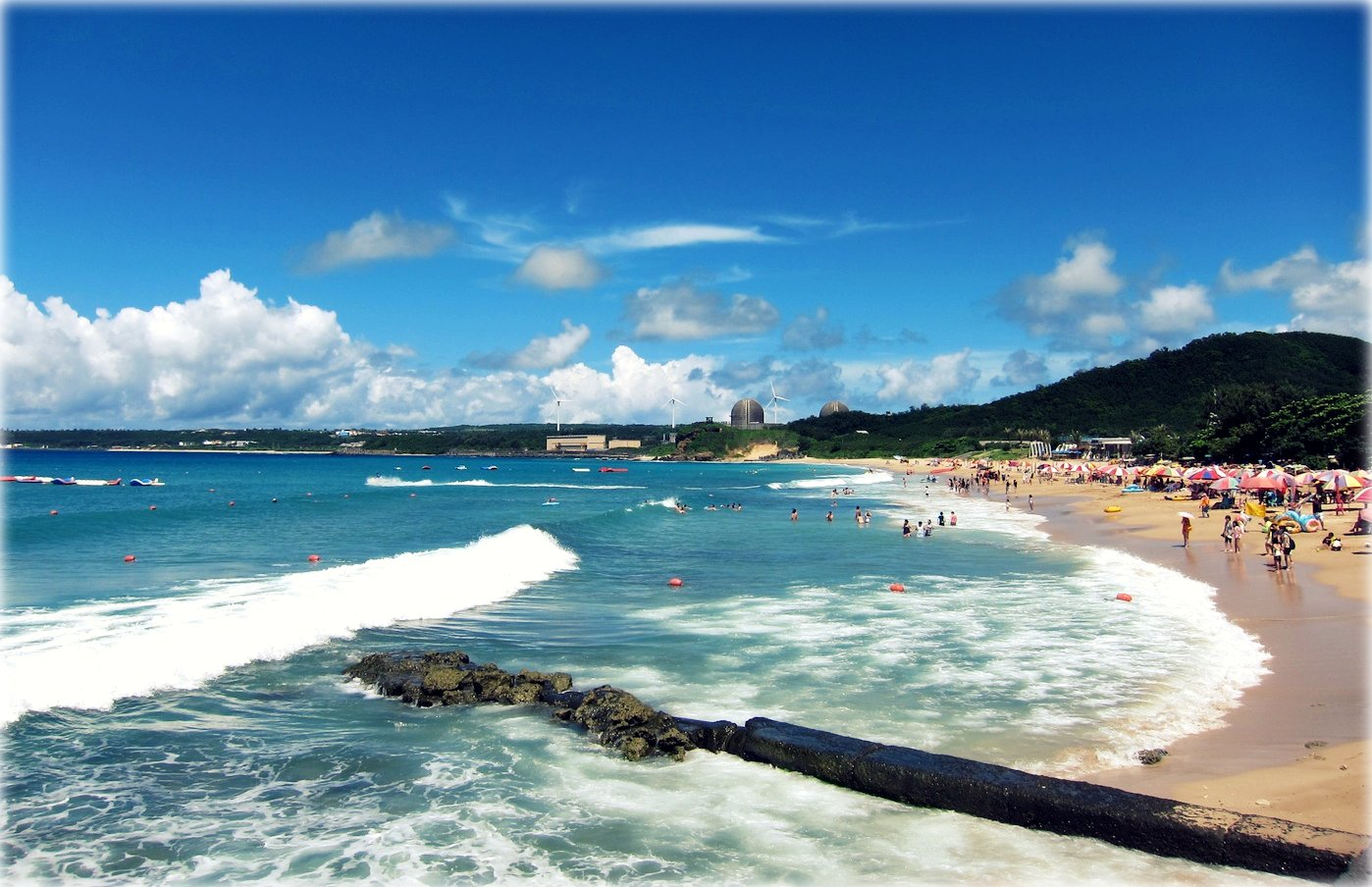
Las playas en el Parque Nacional Kenting

El Instituto de Postgrado de Biología Marina de NDHU tiene su sede en el Museo Nacional de Biología Marina y Acuario (NMMBA) en el municipio de Checheng en el Condado de Pingtung, situado en el Parque Nacional Kenting y frente al Estrecho de Taiwán en el oeste. El Museo Nacional de Biología Marina y Acuario es un museo marino bien conocido para la investigación académica y la educación marina en Taiwán.

## Organización y administración
NDHU atiende a más de 10,000 estudiantes y otorga títulos de pregrado, maestría y doctorado en una amplia gama de campos. La universidad está organizada a partir de sus 39 departamentos y 56 institutos de posgrado en 8 facultades y más de 70 centros de investigación.

### Gobernanza

#### Funcionarios Universitarios

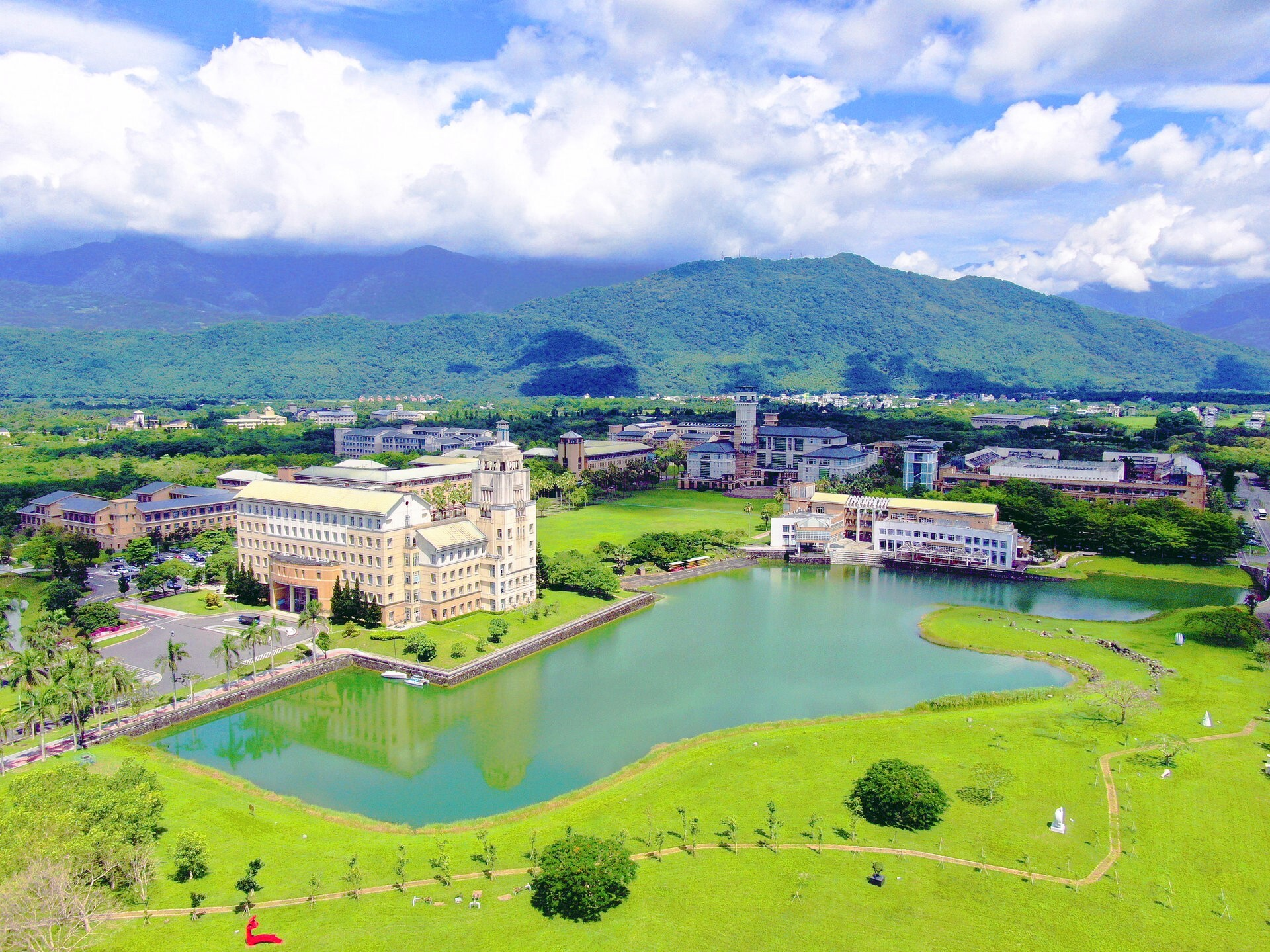
Edificio de Administración de NDHU y Lago Dong

El máximo funcionario de NDHU es el presidente, quien es responsable del funcionamiento general de la universidad en un papel de director ejecutivo. El presidente de NDHU es elegido por un término que normalmente no excede los ocho años por representantes de la universidad, estudiantes, exalumnos, sociedad. El presidente de NDHU nombra de uno a tres vicepresidentes y decanos de oficinas administrativas, incluyendo la Oficina de Asuntos Académicos (OAA), Oficina de Investigación y Desarrollo (ORD), Oficina de Asuntos Internacionales (OIA), Oficina de Asuntos Estudiantiles (OSA), y Oficina de Asuntos Generales (OGA).
Los decanos de las facultades son elegidos por un término que normalmente no excede los 6 años, quienes son responsables de la administración de los asuntos a nivel de facultad. La facultad de NDHU está gobernada por el Consejo de Facultad, compuesto por el decano, el decano asociado, jefes de departamentos e institutos de posgrado, y estudiantes actuales.

#### Consejo Universitario
El órgano de gobierno de NDHU es el consejo universitario, que supervisa la política académica y la gestión de NDHU y la conducta de sus asuntos, y aprueba los planes a largo plazo de NDHU. Consiste en presidente, vicepresidentes, decanos, jefes de departamento y estudiantes actuales. El consejo universitario se estableció para asegurar que todos los aspectos de la universidad tengan una voz continua en la gestión de NDHU.

### Organizaciones académicas
| Facultades y escuelas                           | Fundado |
| ----------------------------------------------- | ------- |
| Facultad de Humanidades y Ciencias Sociales     | 1995    |
| Facultad de Ciencia e Ingeniería                | 1995    |
| Escuela de Gestión                              | 1995    |
| Facultad de Estudios Indígenas                  | 2001    |
| Colegio Hua-Shih de Educación                   | 2005    |
| Facultad de Artes                               | 2005    |
| Facultad de Estudios Ambientales y Oceanografía | 2022    |
| Facultad de Huilan                              | 2022    |

NDHU está organizada en siete facultades académicas y una facultad de pregrado: Facultad de Humanidades y Ciencias Sociales (CHASS), Facultad de Ciencia e Ingeniería (CSAE), Escuela de Gestión (SOM), Colegio Hua-Shih de Educación (HSCE), Facultad de Artes (ARTS), Facultad de Estudios Indígenas (CIS), Facultad de Estudios Ambientales y Oceanografía (CESO), y Colegio de Huilan (CHL).
Dentro de estas facultades hay "departamentos" e "institutos de posgrado", que representan una disciplina académica como la Informática, o ensamblan disciplinas académicas adyacentes como el Departamento de Turismo, Recreación y Estudios de Ocio.

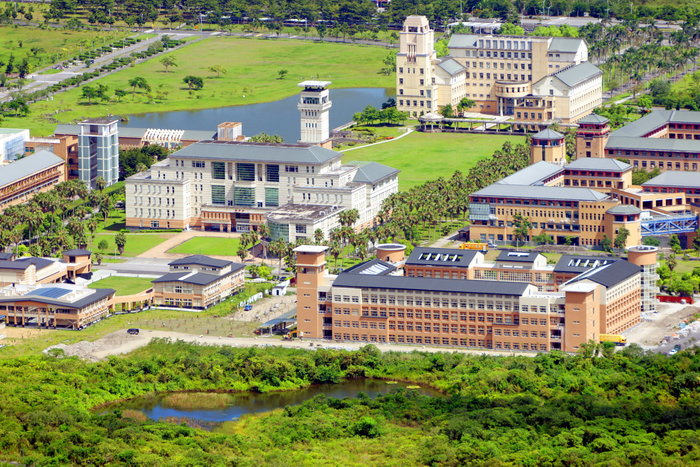
Vista del Campus de NDHU desde el Lago Hwa
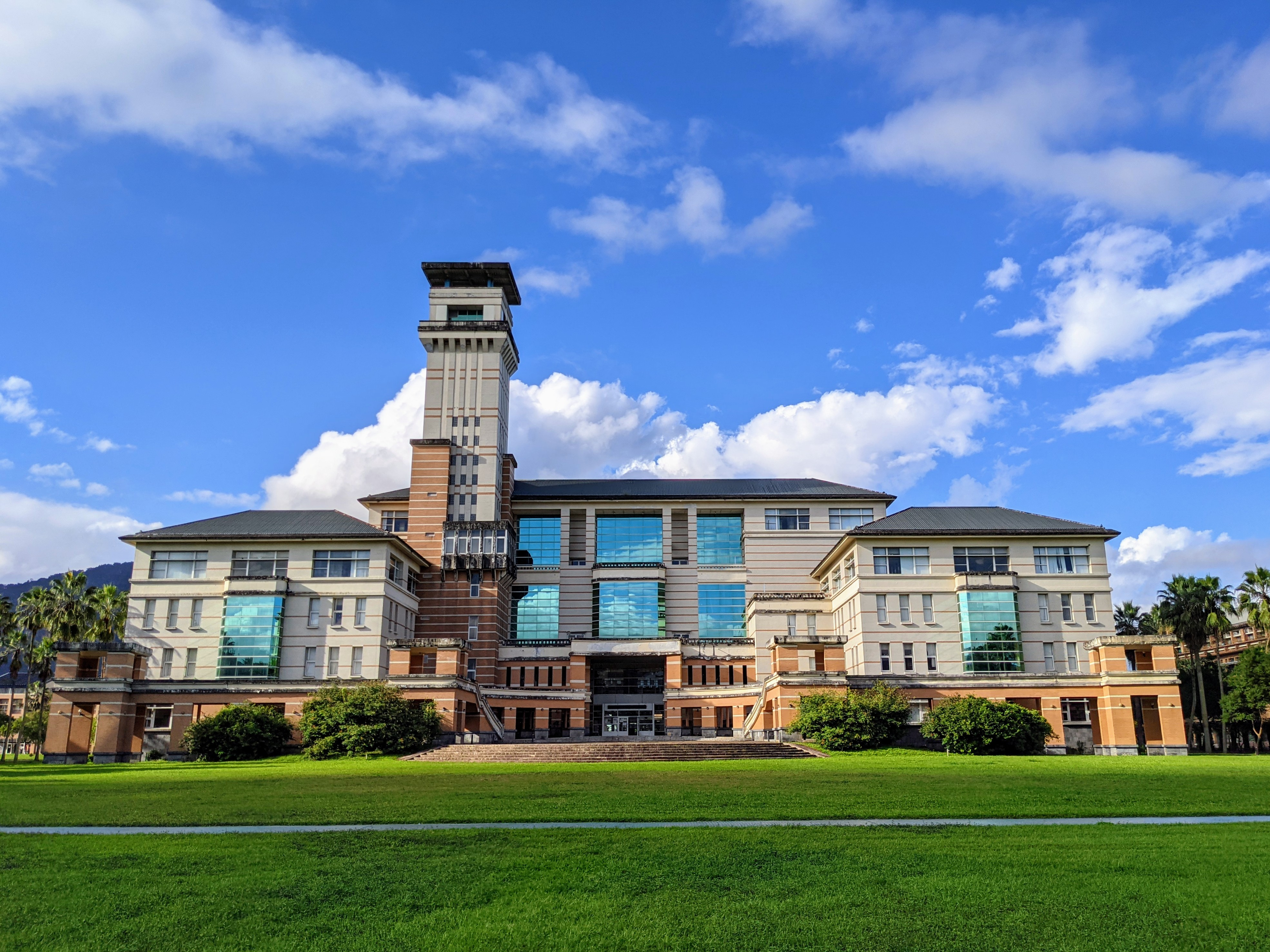
Biblioteca de la Universidad Nacional Dong Hwa
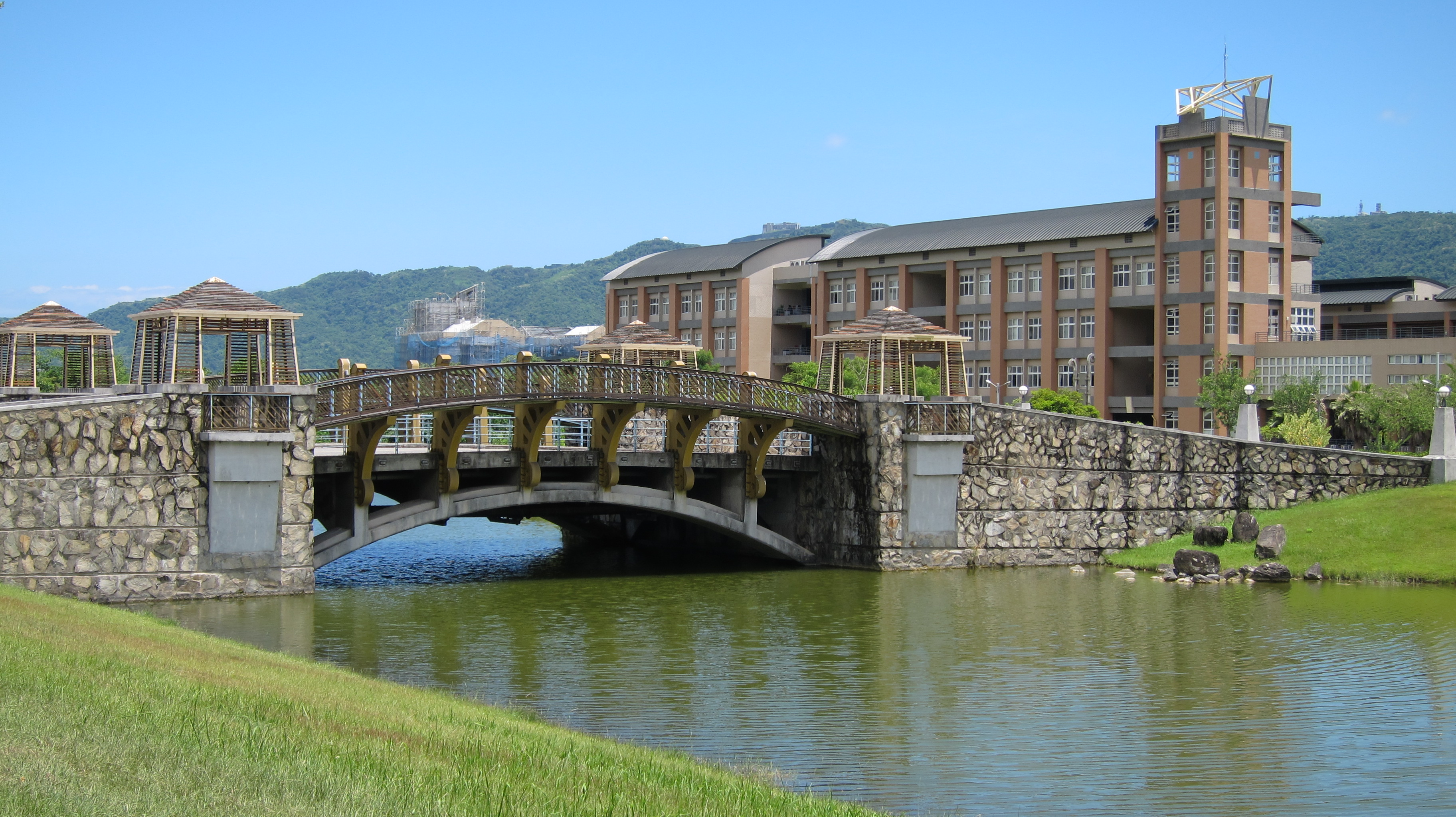
Puente del Lago Dong
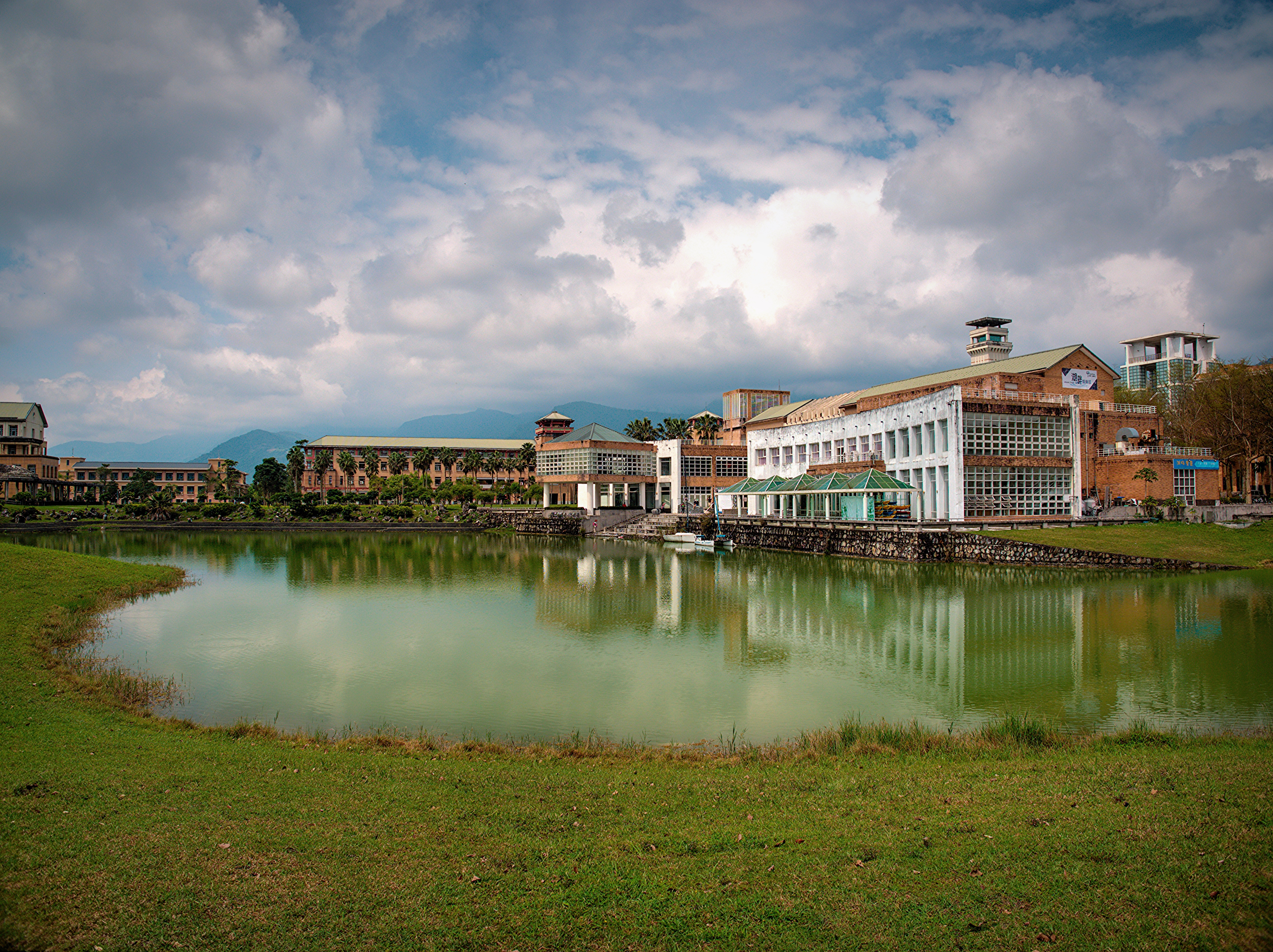
Restaurante junto al lago

#### Facultad de Humanidades y Ciencias Sociales

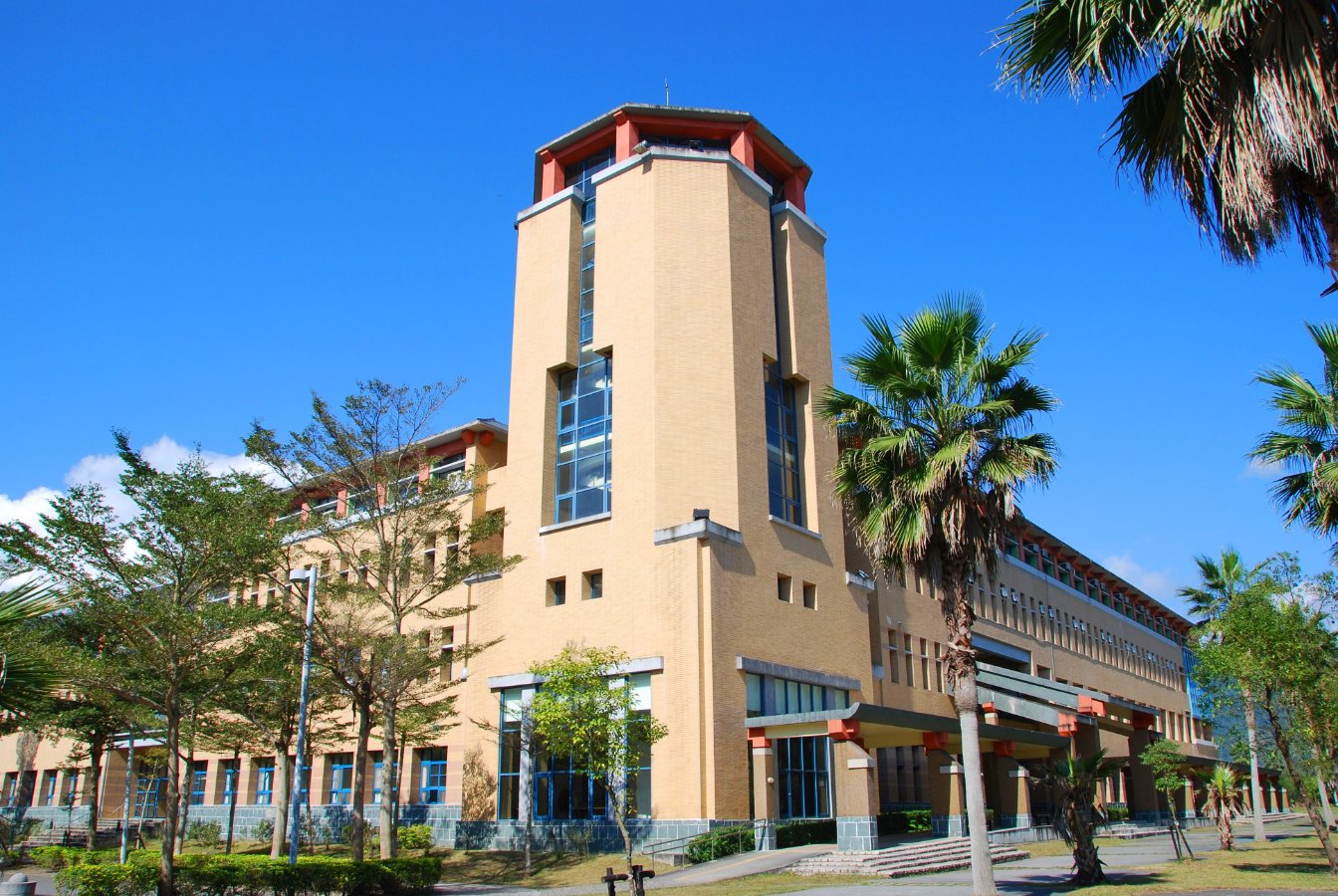
Edificio II de la Facultad de Humanidades y Ciencias Sociales de NDHU

La Facultad de Humanidades y Ciencias Sociales (en chino tradicional, 國立東華大學人文社會科學學院; CHASS) de NDHU fue fundada por Yang Mu, Profesor Emérito en la Universidad de Washington y Decano Fundador en la Universidad de Ciencia y Tecnología de Hong Kong. CHASS apoya la formación académica interdisciplinaria y la investigación en campos que incluyen derecho, economía, historia, sociología, psicología, estudios de Taiwán y regionales, administración pública, escritura creativa, literatura sinófona, lengua y literatura chinas, literatura inglesa, TESOL.
El programa M.F.A. en Escritura Creativa de NDHU fue el primer programa MFA reconocido en el mundo de habla china, que ha cultivado a muchos talentos literarios emergentes sobresalientes en Taiwán.

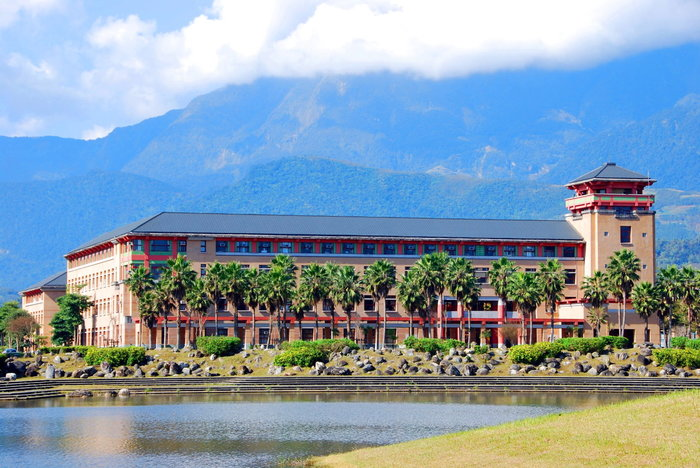
Edificio I de la Facultad de Humanidades y Ciencias Sociales de NDHU

La facultad ofrece cuatro programas de doctorado, Ph.D. en Enseñanza del Chino como Segunda Lengua (TCASL), Ph.D. en Estudios Regionales de Asia-Pacífico (APRS), Ph.D. en economía, y Ph.D. en Literatura China, y cuenta con más de 10 centros de investigación. El Centro de Investigación de la Unión Europea (EURC) es financiado por la Unión Europea (UE) y uno de los siete centros universitarios aliados con el Centro de la Unión Europea en Taiwán (EUTW) para facilitar Estudios Europeos e intercambio académico entre Taiwán Oriental y la Unión Europea.

#### Facultad de Ciencia e Ingeniería

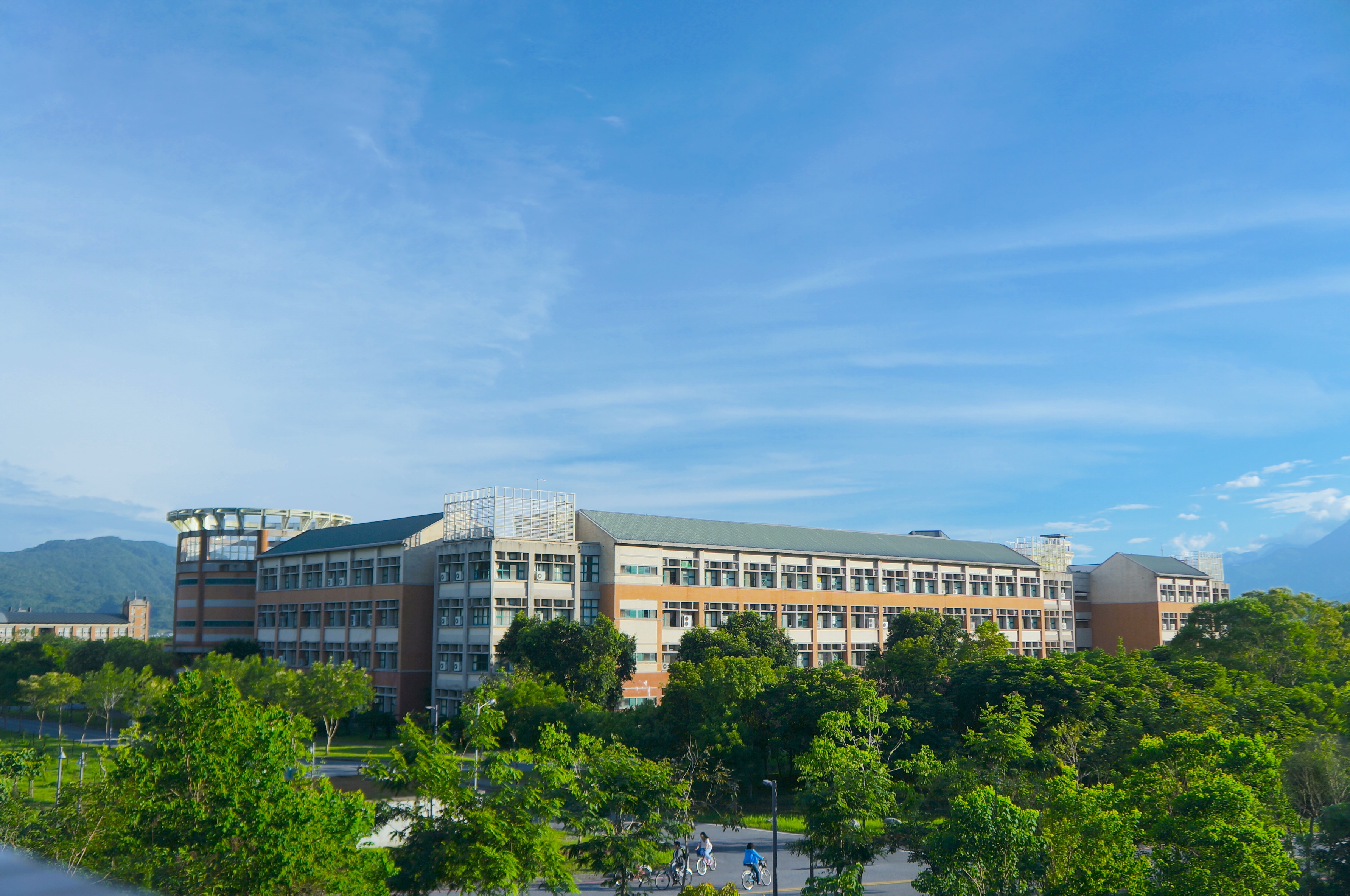
Edificio II de la Facultad de Ciencia e Ingeniería de NDHU, hogar de los departamentos relacionados con la Ingeniería

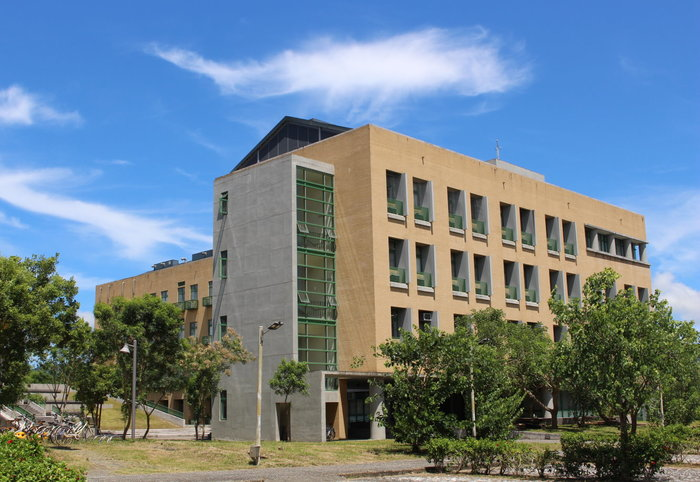
Edificio III de la Facultad de Ciencia e Ingeniería de NDHU, donde se ubica el Departamento de Bioquímica y Medicina Molecular.

La Facultad de Ciencia e Ingeniería de NDHU (en chino tradicional, 國立東華大學理工學院; CSAE) fue fundada por Hsia Yu-Ping, Profesor Presidente en Instituto Tecnológico de California y Universidad de Yale, como las dos más grandes de 8 facultades dentro de NDHU.
CSAE de NDHU tiene 8 departamentos: Matemáticas Aplicadas (AM), Física (PHYS), Química (CHEM), Bioquímica y Medicina Molecular (BMM), Ingeniería Eléctrica (EE), Ciencia de la Computación e Ingeniería de la Información (CSIE), Ciencia e Ingeniería de Materiales (MSE), Ingeniería Opto-Electrónica (OEE). La facultad ofrece más de 40 programas de grado en los niveles de licenciatura, maestría y doctorado.
En 2021, Times Higher Education World University Rankings by Subject clasificó a NDHU No.5 en Ciencias de la Computación, No.8 en Ingeniería, y No.8 en Ciencias Físicas en Taiwán, la mejor posición jamás alcanzada por cualquier universidad en Taiwán Oriental.
ARWU Global Ranking of Academic Subjects clasificó a NDHU No.4 en Ingeniería Eléctrica y Electrónica en Taiwán, solo superada por Universidad Nacional de Taiwán (NTU), Universidad Nacional Yang Ming Chiao Tung (NYCU), y Universidad Nacional Tsing Hua (NTHU).

#### Escuela de Gestión

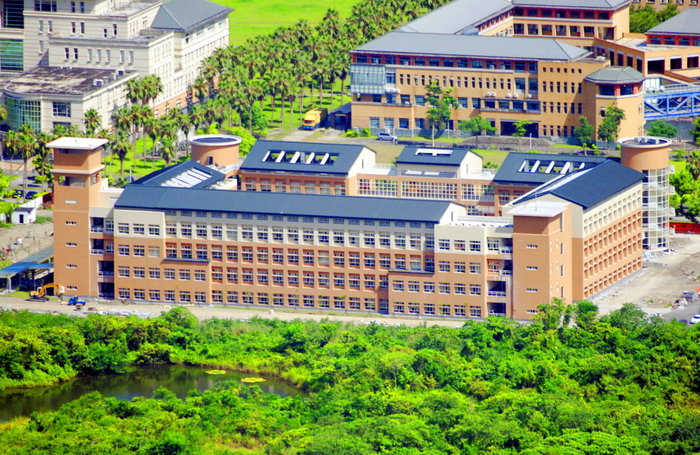
Vista general del Edificio de la Escuela de Gestión de NDHU

La Escuela de Gestión de NDHU (en chino tradicional, 國立東華大學管理學院; NDHU SOM) fue fundada como Instituto de Posgrado en Administración de Empresas en 1994. Cuenta con seis departamentos académicos y un instituto de posgrado: Administración de Empresas, Negocios Internacionales, Finanzas, Contabilidad, Gestión de la Información, Gestión Logística, Turismo, Recreación y Estudios del Ocio (TRLS). La facultad ofrece programas de grado: pregrado, MBA, MIM, EMBA, MSc, PhD, y doble titulación con universidades socias extranjeras.
En 2021, el ARWU Ranking Global de Materias Académicas clasificó a la Escuela de Gestión de NDHU entre el 101-150 en el mundo en Gestión de Hospitalidad y Turismo, manteniendo el mismo estatus con Indiana University Bloomington, University of Illinois at Urbana-Champaign, y University of Ottawa.

#### Facultad de Educación Hua-Shih
La Facultad de Educación Hua-Shih (en chino tradicional, 國立東華大學花師教育學院; Hua-Shih) tiene sus raíces en la Escuela Normal Provincial de Hualien establecida en 1947, como una de las nueve escuelas exclusivas dedicadas a la educación infantil y primaria en Taiwán contemporáneo. Hua-Shih fue la primera institución en Taiwán en ofrecer MEd y PhD en Educación Multicultural, que era el programa más reconocido en Taiwán. La facultad se convirtió en una de las ocho facultades de NDHU en 2008. Hoy en día, Hua-Shih ofrece más de 20 programas: BEd, MEd, MSc, PhD en Currículo e Instrucción, Educación Infantil, Administración Educativa, Educación Especial, Educación Física y Kinesiología, Educación Multicultural, y Educación en Ciencias.

#### Facultad de Artes

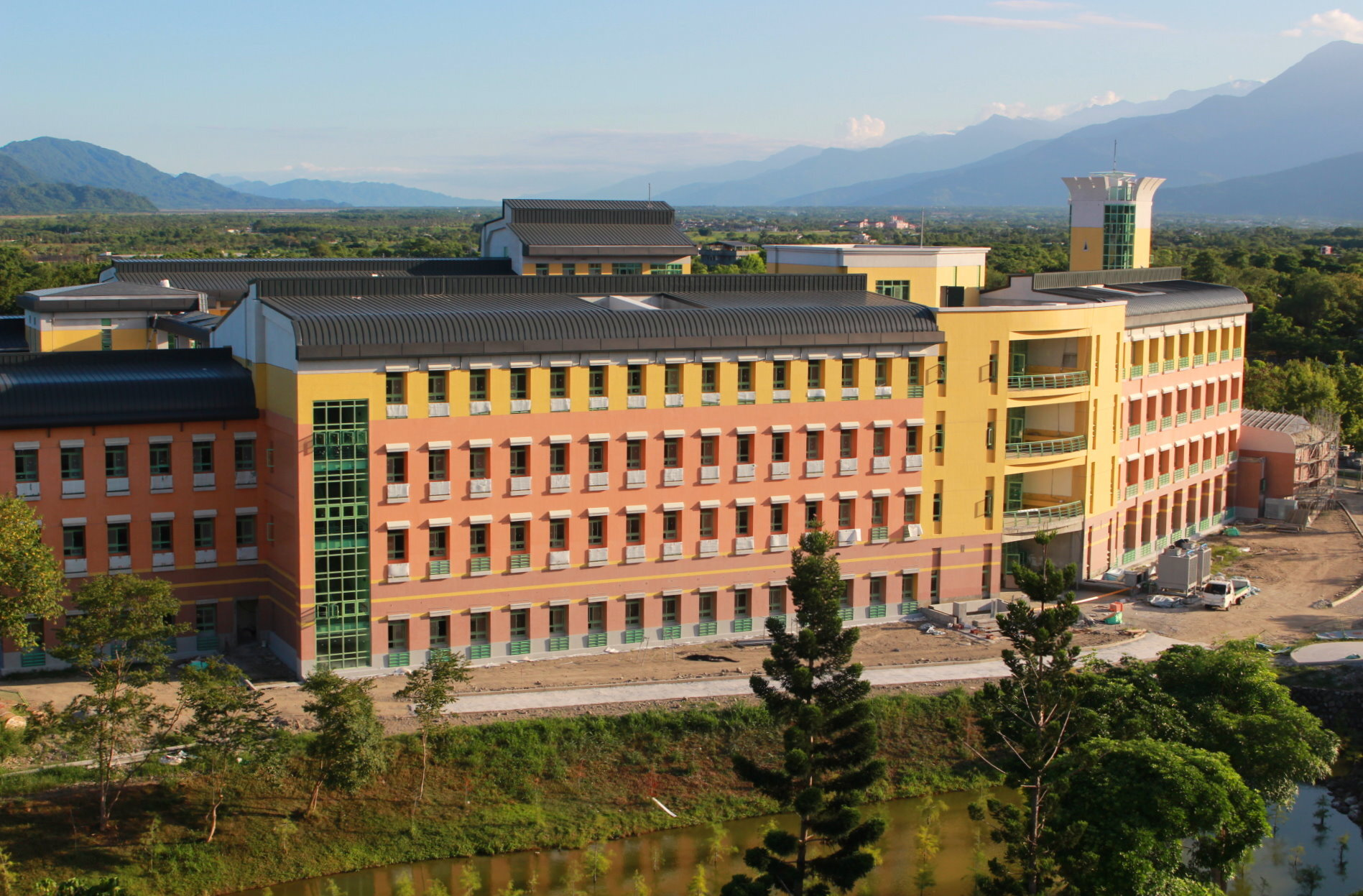
El edificio de la Facultad de Artes de NDHU en 2020

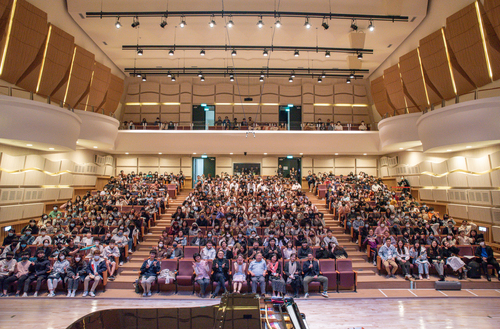
Una vista del Salón de Conciertos de NDHU

La Facultad de Artes (en chino tradicional, 國立東華大學藝術學院; ARTS) es la primera escuela de arte que se estableció en Taiwán Oriental, organizada en tres departamentos: Música, Artes y Diseño, Industria Creativa de Artes.
La facultad ofrece siete programas: B.M., B.A., B.F.A., M.M., M.A., M.F.A., en Diseño Creativo, Arte de Estudio, Arte Indígena, Educación en Arte Visual, Gestión de la Industria Creativa, Interpretación Musical, Educación Musical.

#### Facultad de Estudios Indígenas

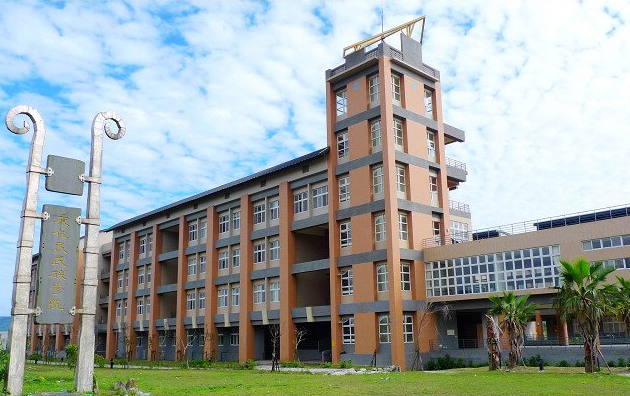
El Edificio de NDHU Facultad de Estudios Indígenas

La Facultad de Estudios Indígenas de NDHU (en chino tradicional, 國立東華大學原住民民族學院; CIS) fue la primera en Taiwán y la institución más renombrada para Estudios Indígenas en Asia. Establecida en 2001, NDHU CIS rastrea sus raíces hasta el Instituto de Posgrado de Relaciones Étnicas y Culturas en 1995, que fue fundado por Chiao Chien, Profesor de Antropología en Universidad de Indiana Bloomington y Presidente Fundador de Antropología en Universidad China de Hong Kong.
NDHU CIS fue la primera institución en Taiwán en otorgar títulos en Relaciones Étnicas y Culturas (ERC), Artes Indígenas, Desarrollo Indígena, Asuntos Indígenas, Trabajo Social Indígena (ISW) y Lenguaje y Comunicación Indígena (ILC), ofreciendo más de 10 programas: B.A., B.S.S., B.S.W., B.I.A., M.S.S., M.S.W., Ph.D. en estas disciplinas. El Ph.D. Internacional en Estudios Indígenas se estableció en 2023 para estudiantes extranjeros que buscan descubrir conocimientos y culturas de pueblos indígenas taiwaneses.

#### Facultad de Estudios Ambientales y Oceanografía

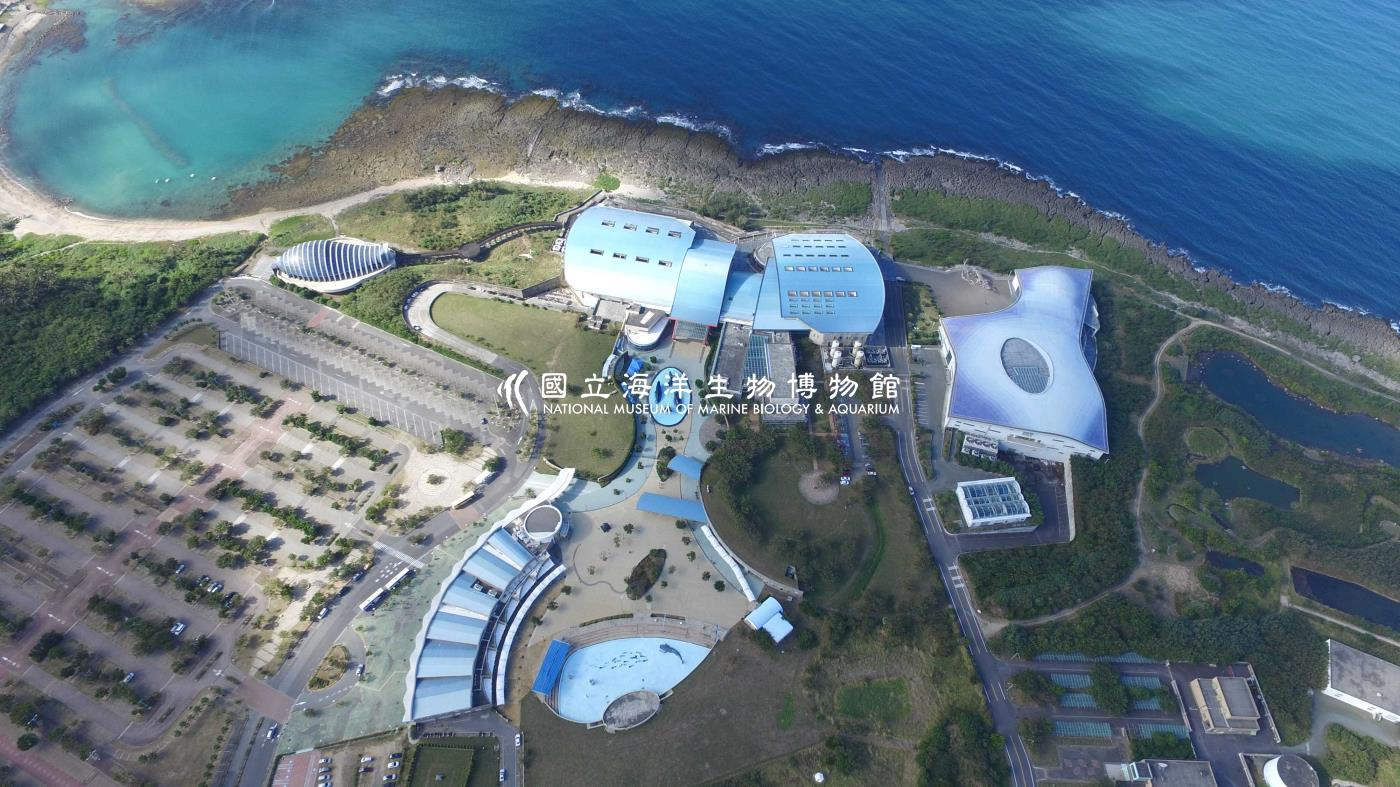
El Instituto de Posgrado de Biología Marina (IMB) de NDHU tiene su sede en el Museo Nacional de Biología Marina y Acuario (NMMBA).

La Facultad de Estudios Ambientales y Oceanografía (en chino tradicional, 國立東華大學環境暨海洋學院; CESO) se estableció en 2022 a través de la fusión de la Facultad de Estudios Ambientales (CES) y la Facultad de Ciencias Marinas (CMS) para servir al propósito de tendencias interdisciplinarias de estudios de sostenibilidad. La Facultad de Estudios Ambientales (CES) se estableció en 2009 al fusionar cinco institutos de posgrado — Recursos Naturales y Gestión, Política Ambiental, Educación Ecológica y Ambiental, Ciencias de la Tierra y Recursos Biológicos y Tecnología en una escuela de Estudios Ambientales. Anteriormente, la Facultad de Ciencias Marinas era una escuela de posgrado en NDHU que se fundó en 2005 como una colaboración académica con el Museo Nacional de Biología Marina y Acuario (NMMBA) en el Parque Nacional de Kenting, lo que estableció el primer registro de colaboración académica entre la educación superior y el museo en Taiwán.
CESO de NDHU enfatiza en un enfoque colaborativo interdisciplinario para resolver problemas ambientales y marinos con sus dos departamentos e instituto de posgrado — Departamento de Estudios Ambientales y de Recursos Naturales (NRES) e Instituto de Posgrado de Biología Marina (IMB), y cinco centros de investigación – Centro de Investigación Interdisciplinaria sobre Ecología y Sostenibilidad (CIRES), Centro de Investigación para la Prevención de Desastres (CDPR), Centro de Educación Ambiental (EEC), Centro Universitario para el Ambiente (CCE), y Centro de Investigación de Terremotos del Este de Taiwán (ETERC).
La facultad ofrece siete programas — BSc, MSc, PhD en Estudios Ambientales y de Recursos Naturales (NRES), MSc en Biotecnología Marina, MSc en Biodiversidad Marina y Biología Evolutiva, y PhD en Biología Marina. CESO de NDHU, junto con la Facultad de Humanidades y Ciencias Sociales (CHASS) de NDHU y la Facultad de Estudios Indígenas (CIS) de NDHU, ofrece un programa de MSc en Ciencia Ambiental y Humanidades (HES), el primero en Taiwán.